# Paulus von Stolzmann (General)

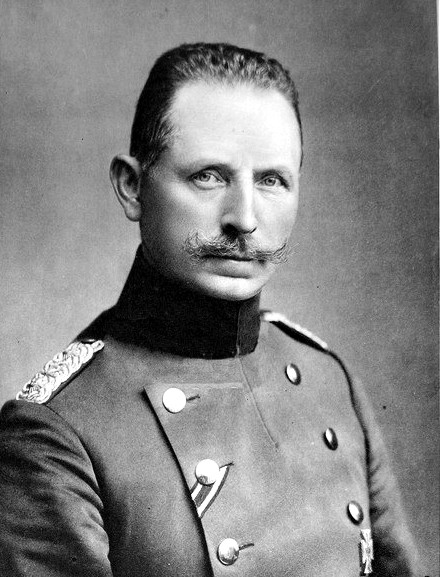
Paulus von Stolzmann als Generalmajor

Paulus Alfred Wilhelm Stolzmann, seit 1913 von Stolzmann (* 1. April 1863 in Stolberg; † 4. August 1930 in Hannover) war ein deutscher General der Infanterie der Reichswehr.

## Leben
Der Sohn eines Regierungsrats und nachmaligen Konsistorialpräsidenten immatrikulierte sich 1881 für Rechtswissenschaften an der Universität Göttingen. Hier wurde Stolzmann Mitglied der Landsmannschaft Gottinga. Nach drei Semestern beendete er das Studium und schlug die militärische Laufbahn ein.

### Militärkarriere
Stolzmann trat am 1. Oktober 1881 als Einjährig-Freiwilliger in das 2. Kurhessische Infanterie-Regiment Nr. 82 der Preußischen Armee ein und wurde dort am 13. Februar 1883 zum Sekondeleutnant befördert. Von 1885 bis 30. September 1890 fungierte er als Adjutant des Füsilier-Bataillons und wurde anschließend zur weiteren Ausbildung an die Kriegsakademie kommandiert. Hier erfolgte am 16. Juli 1891 seine Beförderung zum Premierleutnant. Nach seiner Rückkehr in sein Stammregiment setzte man ihn als Regimentsadjutant ein und kommandierte ihn ab 1. April 1894 zum Großen Generalstab. Mit der Beförderung zum Hauptmann am 1. April 1898 wurde Stolzmann zeitgleich hierher versetzt. Vom 27. Januar 1900 bis 21. März 1902 trat er dann als Kompaniechef im 1. Unter-Elsässischen Infanterie-Regiment Nr. 132 wieder in den Truppendienst über. Anschließend war er für zwei Jahre Erster Generalstabsoffizier im Stab der 35. Division, wurde zwischenzeitlich am 12. September 1902 Major und kam dann in gleicher Funktion in den Generalstab des XVII. Armee-Korps nach Danzig.
Am 16. Juni 1913 wurde Stolzmann anlässlich des 25-jährigen Regierungsjubiläums von Kaiser Wilhelm II. in den erblichen preußischen Adelsstand erhoben.

#### Erster Weltkrieg
Bei Ausbruch des Ersten Weltkrieges wurde Stolzmann zum Chef des Generalstabs des IX. Reserve-Korps ernannt. Dieses war zunächst an der Nordsee zum Küstenschutz positioniert, konnte aber bald im Norden der Westfront eingesetzt werde und dort die Gefahr der Umfassung des rechten deutschen Heeresflügels verhindern. Als Generalmajor (seit 24. Dezember 1914) wurde Stolzmann am 20. Januar 1915 Chef des Generalstabs der neugebildeten deutschen Südarmee in Munkacs/Ungarn. In dieser Eigenschaft war Stolzmann an den Kämpfen in den Karpaten beteiligt, die von dort bis an die Zlota Lipa führte. Für die Erfolge der Südarmee verlieh ihm Wilhelm II. am 7. Juli 1915 den Orden Pour le Mérite. Der bayerische König belieh Stolzmann am 21. Juli 1915 mit dem Kommandeurskreuz des Militär-Max-Joseph-Ordens.
Vom 12. Juli bis 19. September 1915 war Stolzmann dann Chef des Generalstabs der Bugarmee und anschließend der Heeresgruppe Linsingen.
Am 21. Juli 1916 wurde Stolzmann zunächst mit der Führung der 78. Reserve-Division beauftragt und schließlich am 19. September 1916 zum Kommandeur ernannt. Diesen Posten gab er dann am 2. August 1918 mit der Kommandierung zur Vertretung des Kommandeurs der 16. Division ab. Am 15. September 1918 folgte schließlich die Ernennung zum Kommandeur dieser Division. Nach Kriegsende führte er die Truppen in die Heimat zurück und wurde nach der Demobilisierung und Auflösung des Großverbandes am 9. Mai 1919 zu den Offizieren von der Armee überführt.

#### Reichswehr
Am 25. Mai 1919 wurde Stolzmann zum Kommandeur der Reichswehr-Brigade 11 in Kassel ernannt. Er fungierte dann ab 1. April 1920 als Befehlshaber im Wehrkreis IV (Dresden) und war ab 1. Oktober 1920 zugleich auch Kommandeur der 4. Division. Unter der Verleihung des Charakters als General der Infanterie schied Stolzmann am 15. Juni 1921 aus dem aktiven Dienst.

### Familie
Sein gleichnamiger Sohn war der Diplomat Paulus von Stolzmann. Paulus von Stolzmann war der Urgroßvater des deutschen Schauspielers Claudius von Stolzmann.

## Auszeichnungen
- Kronenorden III. Klasse[4]
- Preußisches Dienstauszeichnungskreuz[4]
- Komtur II. Klasse des Ordens vom Zähringer Löwen[4]
- Komtur des Greifenordens[4]
- Ehrenkomtur des Oldenburgischen Haus- und Verdienstordens des Herzogs Peter Friedrich Ludwig[4]
- Stern zum Roten Adlerorden II. Klasse mit Eichenlaub und Schwertern im Jahre 1918